# Anheteromeyenia ornata
Anheteromeyenia ornata är en svampdjursart som först beskrevs av Bonetto och Ezcurra de Drago 1970.  Anheteromeyenia ornata ingår i släktet Anheteromeyenia och familjen Spongillidae. Inga underarter finns listade i Catalogue of Life.